# Bundesgrenzschutz

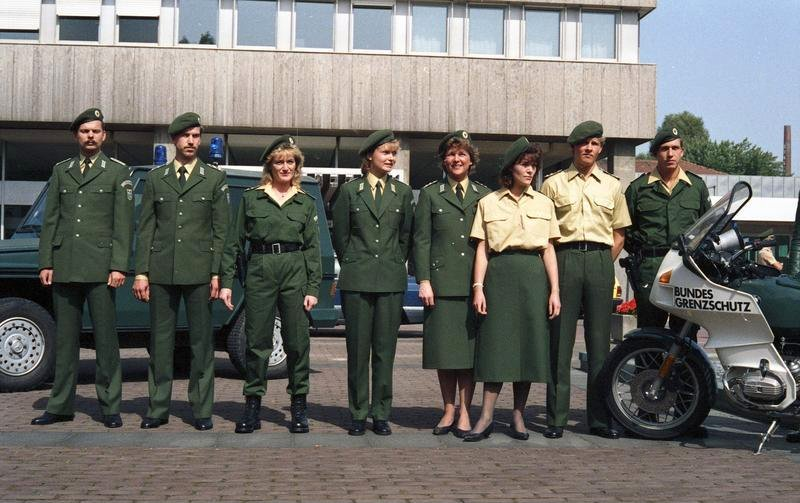
Agenti del Bundesgrenzschutz nel 1987

Il Bundesgrenzschutz (BGS) è stato un corpo di Guardie di frontiera tedesco nato nel 1951, dopo la seconda guerra mondiale.

## Storia
Il Bundesgrenzschutz è stato creato il 16 marzo 1951 sotto il comando dell'ispettore Udo Burkholder, esattamente 10 anni prima che le due germanie la est e la ovest fossero divise a Berlino dall' omonimo muro.
I principali compiti del Bundesgrenzschutz furono i mantenimenti della sicurezza nelle frontiere tedesche e l controllo dell'ordine pubblico.
All'epoca i principali corpi di polizia tedeschi come il Bundesgrenzschutz non disponevano di corpi speciali per non richiamare spiacevoli ricordi del Terzo Reich; ma nel settembre 1972, durante le olimpiadi estive di Monaco di Baviera un commando di 8 terroristi palestinesi prese in ostaggio 11 atleti israeliani al villaggio olimpico, nella notte tra il 5 e 6 settembre 1972.
Per questo il Bundesgrenzschutz, privo di un corpo speciale, fallì miseramente il tentativo di liberazione degli ostaggi durante la sparatoria all'aeroporto di Fürstenfeldbruck. Nel tentativo di liberazione morirono 5 degli 8 terroristi, 1 poliziotto e tutti gli 11 atleti israeliani, due dei quali uccisi nel villaggio olimpico il giorno prima, dopo aver tentato senza successo di opporre resistenza.
Dopo questo evento gli ufficiali del Bundesgrenzschutz crearono nel 1973 il GSG-9, la cui unità divenne ufficialmente operativa il 17 aprile dello stesso anno e raggiunse il clamore quando il 18 ottobre 1977 un gruppo di 30 poliziotti del GSG-9 soccorse 86 passeggeri e 4 membri dell'equipaggio del volo Lufthansa 181 dirottato all'aeroporto di Mogadiscio da 4 terroristi del Fronte Popolare per la Liberazione della Palestina.
Il Bundesgrenzschutz è intervenuto anche in casi di salvataggio-ostaggi (come nel caso del massacro di Monaco), negoziazioni operative, pattugliamento e soccorso, tant'è che era anche equipaggiato con autoblinde Mowag MR 8, elicotteri Dornier UH-1D, pistole mitragliatrici MP5, fucili da battaglia G3, gas lacrimogeni e granate.
Infine il 1º luglio 2005 il Bundesgrenzschutz ha cessato le proprie attività ed è confluito nell'attuale Bundespolizei, la polizia federale tedesca.